# O Profeta (livro)
The Prophet (O profeta em português) é a obra mais conhecida de Khalil Gibran.
O Profeta começa com a chegada do navio que deveria reconduzir Al 
Mustafá à sua terra natal. Do alto do monte ele o vê por entre as 
brumas e a sua imensa alegria se mistura à grande tristeza de deixar a 
cidade de Orphalese. E quando entrou na cidade o povo inteiro o 
recebeu chamando o seu nome em altas vozes, passando de boca em 
boca, que vira o seu navio no mar. E os anciãos lhe pediram, não nos 
deixes ainda... Al Mustafá se dirige à praça do mercado, e todos um a 
um vão lhe pedindo para ficar. E pediram-lhe para os ensinar ainda e 
ele começou dizendo: Povo de Orphalese, o que poderia lhes falar senão 
do que está agora movendo dentro de vossas almas? 
E assim vai descortinando a beleza das idéias sobre os filhos, a 
dádiva, a religião, o prazer, o amor, o trabalho e muito mais. Em O 
Profeta cada idéia se revestindo de uma imagem transforma-se em 
parábola, envolvendo o livro numa atmosfera de enlevo e 
encantamento, marcada pela melodia das frases. 
Khalil Gibran nos convida a nos tornarmos pessoas verdadeiras. Ele coloca a própria alma 
sensível nessa obra, fazendo o reencontro do homem com o que ele tem de 
melhor em si mesmo.